# Произход на готите
Съвременната наука смята готите за източногермански племена, като въпреки това съществуват и други хипотези за произхода им.

## Теория за германския произход на готите
Според готския историк Йорданес († 552) прародителите на готите, произлизат от Скандинавския полуостров, остров „Скандза“. Около 1490 пр.н.е. се преселват около устието на Висла, а около 1000 пр.н.е. – в Скития северно от Дунава, (наречена от римляните Дакия 11 века по-късно) и части от Мизия и Мала Азия. В своя основен труд „За произхода и деянията на гетите“ 22 Йордан разказва един мит за гетите, които поели преди Троянската война с 3 кораба (около 150 – 200 души) на югоизток 22 , за да ... достигнат около 230 г. южноруските степи като голям народ – готи. Повечето историци днес смятат, че готите били различни източногермански племена, чиято прародина, според мита на Йордан, е бил Скандинавският полуостров, митичният остров Скандза, по-точно Йоланд и Готланд. След това тези германски готи достигнали чак до полуостров Крим, където чак до 17 – 18 в. кримски готи говорели долнонемски. По-конкретно сведения за немския език на кримските готи се съдържат в писмо на фламандския мисионер Гийом де Рубрук от 1253 г. , според когото „между Херсон и Солдая съществуват четиридесет замъка; почти всеки от тях имаше особен език; сред тях имаше много готи, чиито език е немски“ („Et sunt quadraginta castella inter Kersouam et Soldaiam, quorum quodlibet fere habet proprium idioma: inter quos erant multi Goti, quorum idioma est Teutonicum“), както и на сведението на дипломата от 16 век Ожие Гислен дьо Бюсбек, който срещнал в Константинопол двама кримски готи и записал кратък речник на езика им, който е сходен на съвременния му немски. Според други германски историци, основаващи се пак на предания, готите са населявали към Новата ера областта около устието на р. Вайхзел (Висла), към средата на 2 век започнали да се придвижват на югоизток към Дунава и Черно море, като изминавали по 50 – 60 км на поколение до към 238 г. По-късно те се обособили на два клона, разграничени от р. Днепър – вестготи (тервинги) и остготи (гревтунги).
Съвременни историци, сред които Питър Хийтър  и Майкъл Куликовски  оспорват достоверността на историята на Йордан за скандинавския произход на готите. Както за готите, така и за самите германи, не са намерени никакви археологически доказателства на територията на Швеция или на остров Готланд, а митичният остров „Скандза“ въобще не е локализиран. Допуска се само възможността, готите да са се образували като „разноплеменен съюз“ на територията на днешна Полша.

### Хипотеза за скитския произход на готите
В началото на XX век българският историк проф. д-р Ганчо Ценов излага противоречива хипотеза. Според него теорията за германския произход на готите почива само на митове и предания и не е потвърдена от древните историци. Позовавайки се на значителен обем древни източници, за първи път или повторно преведени и критично проверени от него, в своя труд „Готи или българи“ Ганчо Ценов изказва предположение, че готите са наследници на гетите и че заедно с тях „българите се споменават не само преди славяните, но и преди хуните в Илирия и Тракия,... че българите са живели още през 350 г. покрай долния Дунав и южно от него във Византийската империя и че те са били един могъщ народ, не само в Мизия, но и в Тракия и Илирия“, 2 31